# Piero Gherardi
Piero Gherardi (* 20. November 1909 in Poppi, Toskana; † 8. Juni 1971 in Rom) war ein italienischer Art Director, Kostüm- und Szenenbildner. Er gewann zweimal den Oscar für das beste Kostümdesign.

## Biografie

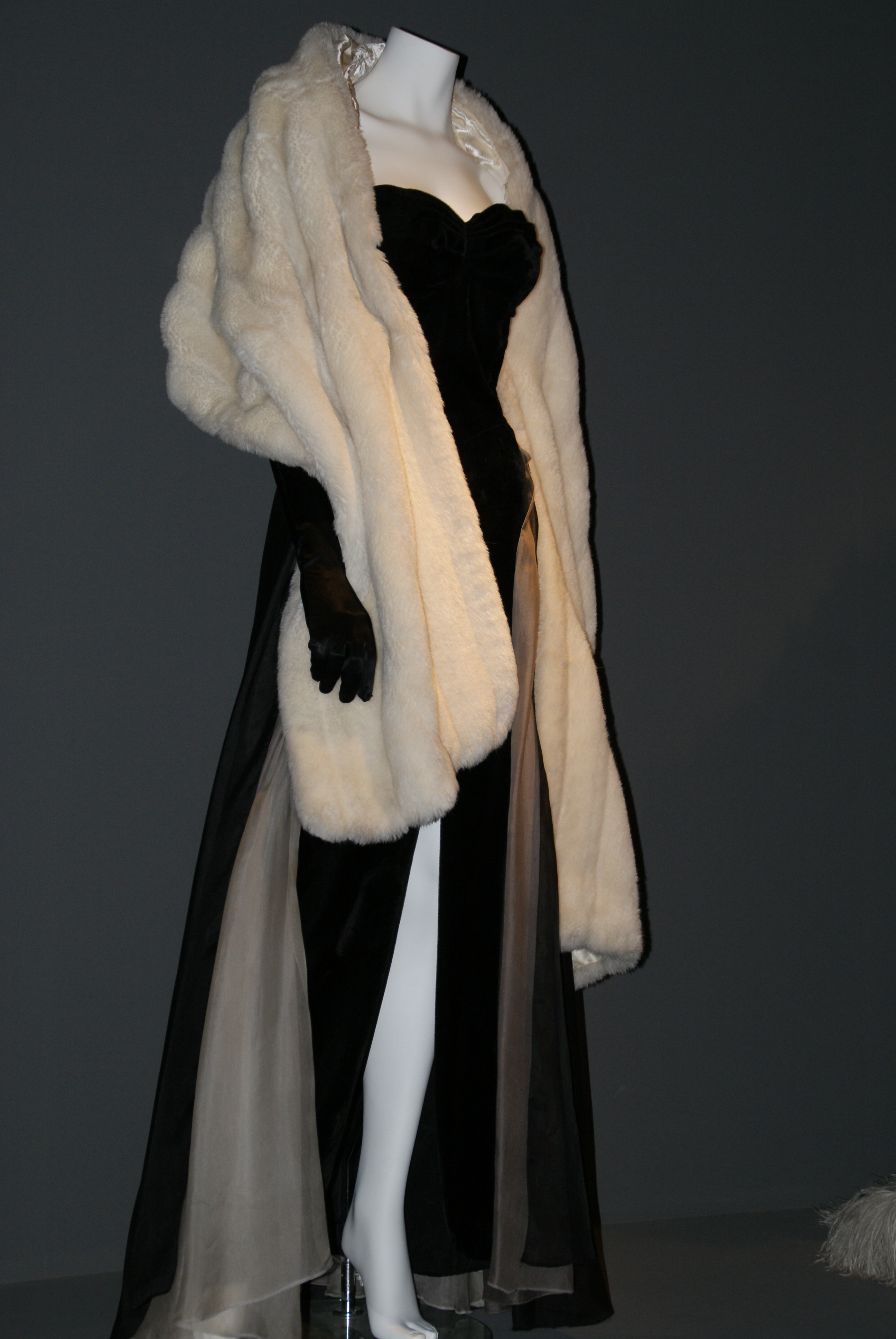
Anita Ekbergs Kostüm aus dem Film Das süße Leben (1960)

Gherardi, der nach dem Studium der Architektur als Architekt arbeitete, begann Mitte der 1940er Jahre als Kostüm- und Szenenbildner und war bis zu seinem Tod an der Ausstattung von rund 40 Filmen beteiligt wie zum Beispiel Die Nächte der Cabiria (1957).
Für Das süße Leben (1960) erhielt er 1961 zunächst das Nastro d’Argento der italienischen Filmjournalistenvereinigung (Sindacato Nazionale Giornalisti Cinematografici Italiani (SNGCI)) für das beste Szenenbild und war bei der Oscarverleihung 1962 für den Oscar für das beste Szenenbild in einem Schwarzweißfilm nominiert und gewann zum anderen auch den Oscar für das beste Kostümdesign in einem Schwarzweißfilm.
1964 erhielt er für Achteinhalb (1963) seinen zweiten Oscar für das beste Kostümdesign in einem Schwarzweißfilm und war ebenfalls zum zweiten Mal für den Oscar in der Kategorie bestes Szenenbild in einem Schwarzweißfilm nominiert.
Für den Farbfilm Julia und die Geister (1965) erhielt er erneut das Nastro d’Argento der SNGCI für das beste Produktionsdesign (Migliore Scenografia) und war für diesen Film auch bei der Oscarverleihung 1967 sowohl für den Oscar für das beste Kostümdesign als auch für das beste Szenenbild nominiert.
Zuletzt gewann er 1967 zum dritten Mal ein Nastro d’Argento, und zwar diesmal für das beste Kostümdesign (Migliori Costumi) in Die unglaublichen Abenteuer des hochwohllöblichen Ritters Branca Leone (1966).
Gherardi, auf dessen Vermittlung Lea Massari zum Film kam, arbeitete im Laufe seiner Karriere insbesondere mit Federico Fellini zusammen, aber auch mit Filmregisseuren wie Mario Monicelli.